# Candace Flynn
Candace Flynn is een personage in de Amerikaanse animatieserie Phineas en Ferb. Haar Engelse stem wordt gedaan door Ashley Tisdale, en in het Nederlands door Lizemijn Libgott.
Candace is een Amerikaans tienermeisje. Ze is de grote zus van Phineas Flynn en de oudere stiefzus van Ferb Fletcher. Ze is 15 jaar oud, heeft oranje haar, en draagt altijd een witte rok en een rood shirt zonder mouwen.

## Rol in de serie
Candace is de primaire antagonist van Phineas en Ferb daar ze steevast probeert hun plannen door te vertellen aan hun moeder, maar elke poging mislukt omdat altijd door een samenloop van omstandigheden Phineas en Ferbs bouwwerk weer verdwijnt voordat hun moeder het kan zien. Hierdoor wordt Candace dan ook nooit door haar moeder serieus genomen als ze haar over Phineas en Ferbs plannen probeert te vertellen. In haar pogingen haar broers toch te verraden wordt ze steeds meer en meer geobsedeerd. Alleen wanneer ze zelf voordeel kan halen uit Phineas en Ferbs plan is ze bereid de twee ongestoord hun gang te laten gaan. Phineas en Ferb lijken zich zelf echter van geen kwaad bewust, daar ze Candace geregeld deel laten nemen aan hun plannen en niet schijnen te beseffen wat Candace zo erg vindt aan wat zij doen.
Toen ze nog jonger was, keek Candace altijd naar Ducky Momo op de tv. Ze is heimelijk nog steeds een grote fan van hem. Dit blijkt uit de aflevering waarin Phineas en Ferb naar de sciencefictionbeurs gaan, evenals Candace, die verkleed is als Ducky Momo. Als kind was ze blijkbaar erg eenzaam en was dan ook blij dat ze een broertje kreeg. Ondanks dat ze Phineas en Ferb altijd probeert te verraden, geeft ze wel degelijk nog steeds om hen. Haar drang ze te verraden komt dan ook deels voort uit het feit dat Phineas en Ferb vaak (in haar ogen) gevaarlijke dingen doen, terwijl ze het zelf enkel als een groot spel beschouwen. Verder weet ze dat als ze zelf zoiets zou proberen, ze wel betrapt zou worden door haar moeder, en kan het dus niet hebben dat Phineas en Ferb er altijd ongestraft mee wegkomen.
Candace is goede vriendinnen met Stacey en heeft een oogje op haar buurjongen Jeremy. Als ze niet bezig is met pogingen Phineas en Ferb te verraden, is ze wel bezig met fantaseren over haar toekomst met Jeremy en pogingen hem het hof te maken. Ze houdt ervan om te gaan shoppen en om te zingen. Ze kan echter om het minste of geringste haar geduld verliezen of in paniek raken.
Candace is allergisch voor knolraap. Als ze dat binnenkrijgt krijgt ze een heel zware stem.

## Toekomst
In de aflevering Quantum Ratjetoe, waarin Phineas en Ferb 20 jaar vooruit reizen in de tijd, blijkt dat Candace haar levensdoel, Phineas en Ferb 'erbij lappen', op heeft gegeven. Ze is getrouwd en heeft 3 kinderen: Amanda, Xavier en Fred. Amanda heeft dezelfde karaktertrekken als Candace, alleen Xavier en Fred zijn precies het tegenovergestelde van Phineas en Ferb (ze zitten zich de hele zomervakantie onder de digitale boom in de tuin te vervelen). Xavier lijkt qua uiterlijk sterk op Jeremy, wat doet vermoeden dat hij de vader van de drie is.